# Bathypora nitens
Bathypora nitens är en mossdjursart som först beskrevs av Walter Douglas Hincks 1880.  Bathypora nitens ingår i släktet Bathypora och familjen Electridae. Inga underarter finns listade i Catalogue of Life.